# Équipe de Tahiti des moins de 20 ans de football
Maillots
L'équipe de Tahiti des moins de 20 ans est une sélection de joueurs de moins de 20 ans au début des deux années de compétition placée sous la responsabilité de la Fédération tahitienne de football. L'équipe a remporté deux fois le Championnat d'Océanie des moins de 20 ans.

## Histoire
L’équipe de Tahiti des moins de 20ans est la première équipe U20 à remporté le championnat des moins de 20 ans d’océanie.

## Parcours en Coupe d’Océanie
- 1974 :  Vainqueur
- 1978 : Non inscrit
- 1980 : Premier tour
- 1982 : Non inscrit
- 1985 : Non inscrit
- 1986 : Non inscrit
- 1988 : Non inscrit
- 1990 : Premier tour
- 1992 :  Finaliste
- 1994 : Premier tour
- 1997 : Premier tour
- 1998 : Non inscrit
- 2001 : Premier tour
- 2002 : Non inscrit
- 2005 : Non inscrit
- 2007 : Premier tour
- 2008 :  Vainqueur
- 2011 : Non inscrit
- 2013 : Non inscrit
- 2014 : Non inscrit
- 2016 : Premier tour
- 2018 :  Finaliste
- 2020 : Annulé Pandémie de Covid-19
- 2022 : Quatrième

## Parcours en coupe du monde
- 1977 : Non qualifié
- 1979 : Non qualifié
- 1981 : Non qualifié
- 1983 : Non qualifié
- 1985 : Non qualifié
- 1987 : Non qualifié
- 1989 : Non qualifié
- 1991 : Non qualifié
- 1993 : Non qualifié
- 1995 : Non qualifié
- 1997 : Non qualifié
- 1999 : Non qualifié
- 2001 : Non qualifié
- 2003 : Non qualifié
- 2005 : Non qualifié
- 2007 : Non qualifié
- 2009 : Premier tour
- 2011 : Non qualifié
- 2013 : Non qualifié
- 2015 : Non qualifié
- 2017 : Non qualifié
- 2019 : Premier tour
- 2021 : Annulé Pandémie de Covid-19
- 2023 : Non qualifié